# Gymnasieskola nr 1, Hegang
Gymnasieskola nr 1 (Kinesiska:鶴崗市第一中學, pinyin: Hègǎng shì dìyī zhōngxué) är en offentlig gymnasieskola i Hegang, Kina. Skolan grundades år 1950.